# Malefice
Malefice ist eine englische Extreme-Metal-Band aus Reading, Berkshire, die 2003 gegründet wurde.

## Geschichte
Malefice wurde zu Collegezeiten von Dale Butler, Alex Vuskans, Craig Thomas und Craig Fenner gegründet; ihren ersten Gig spielten sie im Rivermead Centre in Reading. Nach mehreren Auftritten in Reading und London bekamen sie bei Hangmans Joke einen Plattenvertrag und veröffentlichten dort 2006 ihre erste, sechs Songs umfassende EP namens Relentless.
Nachdem Malefice im Frühjahr 2007 zu Anticulture Records wechselten, begannen sie mit den Aufnahmen für das erste Studioalbum Entities, welches im August 2007 erschien. Zu dem Song Risen Through the Ashes wurde ein Musikvideo gedreht. Noch 2007 folgten Tourneen mit Bands wie DevilDriver und God Forbid.
Im Januar 2008 hatte die Band in den Wedgewood Rooms in Portsmouth einen Auftritt, den man aufnahm und auf DVD veröffentlichen will. Im Juni 2008 spielten Malefice auf dem Download-Festival in Leicestershire.
Im November 2008 wurde auf der MySpace-Seite der Band bekanntgegeben, dass sie einen weltweiten Plattenvertrag bei Metal Blade Records unterschrieben haben.
Im Februar 2009 wurde das zweite Studioalbum Dawn of Reprisal veröffentlicht. 2011 erschien Awaken the Tides und 2013 Five.

## Stil
Laut.de beschreibt den Musikstil der Band als Kombination aus „melodischem Death Metal, Thrash und ordentlich Metalcore“.

## Diskografie

### Studioalben
- 2006: Relentless EP (Hangmans Joke)
- 2007: Entities (Anticulture Records)
- 2009: Dawn of Reprisal (Metal Blade Records)
- 2011: Awaken the Tides (Metal Blade Records)
- 2013: Five (Transcend Music)

### Musikvideos
- 2007: Risen Through the Ashes